# Coelogyne bilamellata
Coelogyne bilamellata là một loài phong lan.

## Hình ảnh

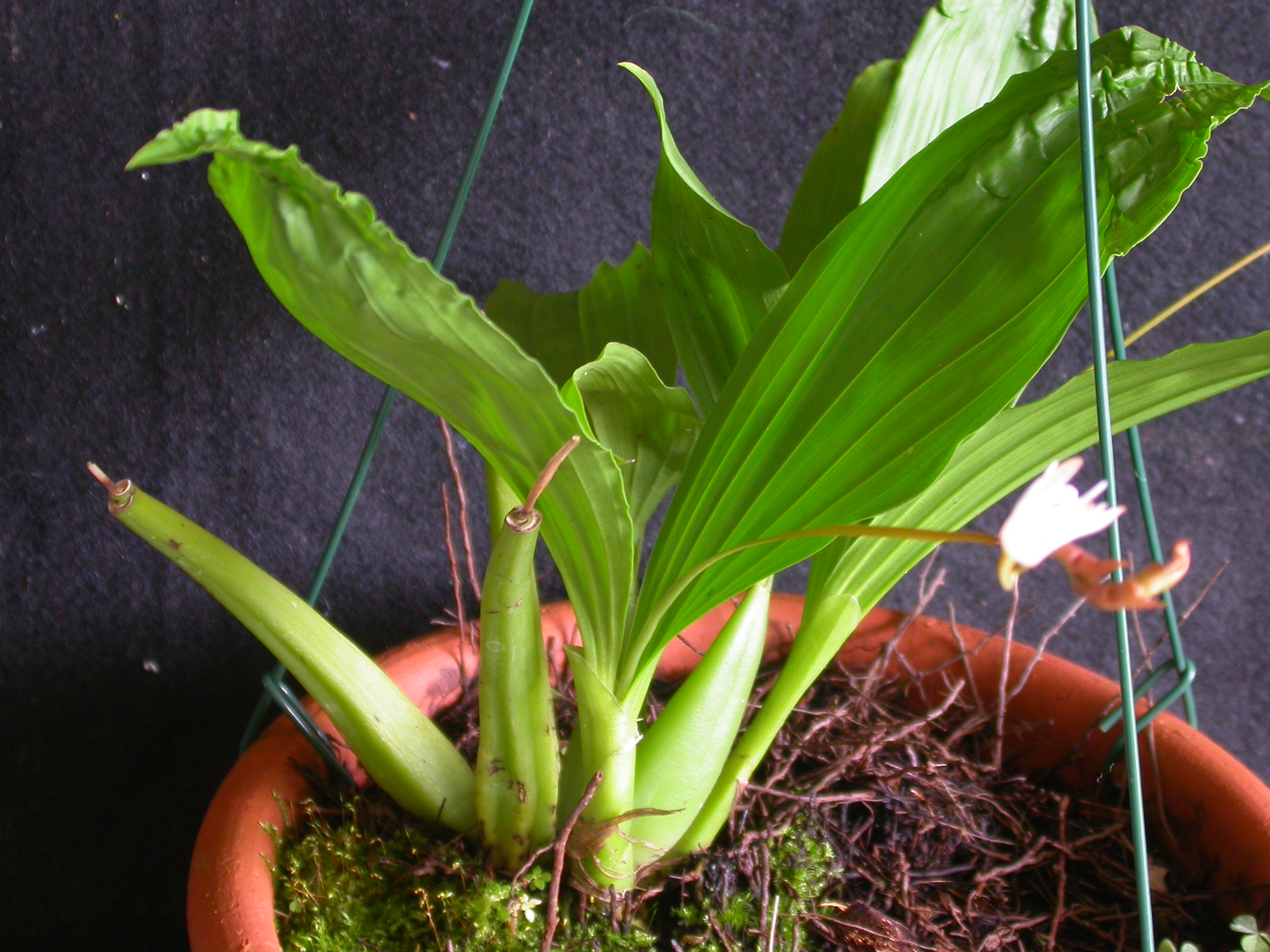